# Seriana frater
Seriana frater är en insektsart som beskrevs av Irena Dworakowska 1971. Seriana frater ingår i släktet Seriana och familjen dvärgstritar. Inga underarter finns listade i Catalogue of Life.